# Комерційна космічна станція
Комерційна космічна станція (ККС) (англ. Commercial Space Station (CSS)) — орбітальна станція, що розробляється компанією «Орбітальні технології» і РКК «Енергія».
Спочатку було заплановано, що виведення на орбіту на російській ракеті-носії Союз буде здійснено на початку 2016.

## Пристрій
Перший модуль CSS буде об'ємом близько 20 кубічних метрів.
Спочатку космічний готель буде мати чотири каюти. У ньому зможуть одночасно перебувати до семи чоловік.
У проекті передбачено забезпечення стикування до космічного готелю російських, європейських, американських і навіть китайських кораблів.
Порівняно з МКС, не розрахованої на комфортне проживання туристів, космічний готель буде забезпечувати прийнятний рівень зручності.
Доставляти на станцію туристів і повертати їх назад планується на кораблях  Союз, а продукти та обладнання будуть завозити вантажними кораблями  Прогрес.
У разі необхідності CSS може служити притулком для екіпажу МКС при аварії.

## Розробка та побудова
Планувалось, що металеві металі модуль може бути готові у 2012—2013 році. Однак пізніше інформації про етапи побудови станції не надходили. 
Станом на серпень 2016 року було визнано, що побудова станції є малоймовірною через фінансові міркування.